# 金七门核电站
金七门核电站是一座位於中國浙江省宁波市象山县的在建核电站，該核電站為中国核工业集团旗下，中国核能电力控股的中核浙能能源所有。根据計劃金七门核电站将使用华龙一号反應堆。
金七门核电站于2023年12月29日，经中华人民共和国国务院常务会议审议核准。项目规划建设6台三代核电机组，全部采用“华龙一号”技术，全面建成后总装机容量约7200兆瓦。第一階段將建造兩個機組，1号机组已於2025年8月10日开工建设。

## 反應爐數據
| 機組名稱  | 反應堆類型 | 單堆功率 | 始建       | 初次臨界 | 商轉 | 註記 |
| --------- | ---------- | -------- | ---------- | -------- | ---- | ---- |
| 一期      |            |          |            |          |      |      |
| 金七门1號 | 华龙一号   | 1210MW   | 2025-08-10 |          |      |      |
| 金七门2號 | 华龙一号   | 1210MW   |            |          |      |      |